# Caleras de Cofrados
Caleras de Cofrados är en ort i Mexiko.   Den ligger i kommunen Tepic och delstaten Nayarit, i den centrala delen av landet, 600 km väster om huvudstaden Mexico City. Caleras de Cofrados ligger 1 034 meter över havet och antalet invånare är 234.
Terrängen runt Caleras de Cofrados är huvudsakligen kuperad, men norrut är den bergig. Runt Caleras de Cofrados är det ganska tätbefolkat, med 199 invånare per kvadratkilometer. Närmaste större samhälle är Puga, 12,1 km väster om Caleras de Cofrados. I omgivningarna runt Caleras de Cofrados växer huvudsakligen savannskog.